# Калкин, Алексей Григорьевич
Калкин Алексей Григорьевич (3 апреля 1925 — 18 августа 1998) — народный сказитель-кайчи Республики Алтай, исполнитель героического эпоса «Маадай Кара».

## Биография
Родился 3 апреля 1925 года в с. Паспарта Улаганского района Ойратской автономной области (ныне Республика Алтай).
Был инвалидом по зрению с детства. Учиться не пришлось, но, поскольку его дед и отец были также известными сказителями Горного Алтая, он с ранних лет жил в стихии устного народного творчества, героического эпоса своего народа.
В 1978 году был принят в члены Союза писателей СССР, в 1995 году награждён орденом Дружбы.
Алексей Григорьевич первым удостоился звания «Народный сказитель-кайчы Республики Алтай» за уникальное исполнение горловым пением алтайских народных сказаний, в особенности героического эпоса «Маадай Кара».
Умер 18 августа 1998 года в селе Ябоган Республики Алтай.

## Творчество
С раннего детства А. Калкин имел возможность слышать знаменитых сказителей О. Чолтукова, Д. Тобокова, Т. Токтогулова. Первым наставником в исполнении героических сказаний А. Калкин считал своего отца, потомственного кайчы, который учил его старинному теленгитскому каю — очень низкому и звучному. Уже в 22 года Калкин был признан лучшим сказителем Алтая, а в 23 года получил общесоюзное признание на смотре в Москве. Тогда же впервые был записан от него монументальный алтайский героический эпос «Маадай-Кара». «Маадай-Кара» признан народно-поэтическим памятником мирового значения. Переведён на русский (поэтический перевод А. Плитченко), тувинский, монгольский, киргизский языки.
В репертуаре Калкина, обладавшего феноменальной памятью, более 30 героических сказаний, каждое из которых имеет объём от одной до десяти тысяч строк, множество сказок, мифов, легенд, преданий, рассказов и песен. В 1997 году в 15-м томе «Памятников фольклора народов Сибири и Дальнего Востока» опубликована его последняя версия сказания «Очи-Бала», записанного в Новосибирске в 1987 году.
Калкин известен не только как исполнитель старинного эпоса, но и как народный поэт-импровизатор.

## Награды
- Орден Дружбы (22 июля 1995 года) — за заслуги перед государством, успехи, достигнутые в труде, большой вклад в укрепление дружбы и сотрудничества между народами[4]
- Народный сказитель-кайчи Республики Алтай